# István Friedrich
István Friedrich (Malacka, Imperio austrohúngaro, 1 de julio de 1883-Vác, Hungría, 25 de noviembre de 1951) fue un político, obrero de fábrica y futbolista húngaro que desempeñó el cargo de primer ministro húngaro tras la Primera Guerra Mundial.

## Vida y entrada en política
Nacido en Malacka (hoy Malacky, Eslovaquia), cerca de Bratislava,  hijo de alemanes. Terminó sus estudios secundarios en el Gimnasyum de Pozsony (Bratislava, Eslovaquia). Jugó al fútbol como extremo derecho en el Club Műegyetemi AFC,y fue seleccionado para representar a Hungría en 1904. Formó parte del equipo nacional derrotado por la selección de Austria el 9 de octubre de 1904. Friedrich fue el primer jefe de gobierno que jugó para una Selección de Fútbol.
Friedrich estudió ingeniería en la Universidad Eötvös Loránd de Budapest, donde se graduó en 1905 y en la Universidad Técnica de Berlín. Luego estudió también derecho. Trabajó de ingeniero para AEG en Berlín hasta 1908. Ese año volvió a Hungría y se casó con la hija del dueño de uno de los mayores conglomerados industriales de Hungría, aunque no trabajó para su suegro, sino que montó un negocio propio en las afueras de la capital húngara. A su regreso a Hungría se dedicó a la fabricación de maquinaria; vendió la fábrica en 1920.
Friedrich pasó ocho años trabajando como emigrante en Estados Unidos. En 1912 se afilió a una logia masónica, se unió como independiente al Partido de la Independencia de Mihály Károlyi y se le consideraba como parte del ala izquierda de los liberales.

## Gabinete de Károlyi y república soviética
Al estallar la Primera Guerra Mundial, se alistó voluntario y sirvió en el Ejército, en el arma de artillería, con el grado de teniente. Más tarde pasó a tareas de retaguardia en Pilsen y Viena, antes de licenciarse del Ejército en 1917.
En 1914 había acompañado a Mihály Károlyi a Estados Unidos y desde entonces fue uno de sus más allegados; durante la crisis del final de la guerra, dirigió grandes manifestaciones al palacio real de Budapest para exigir un Gobierno de Károlyi. Tras la formación de Gobierno, fue nombrado en viceministro de la Guerra de su primer gabinete, que quedó bajo su control por la poca entidad de su superior. Según Károlyi, era un «demagogo incontrolable». El antiguo entusiasmo entre el primer ministro y su viceministro se enfrió rápidamente. Friedrich se acercó a la sección más conservadora del partido mientras Károlyi se apoyaba cada vez más en los socialdemócratas. En el desmembramiento del partido que finalmente tuvo lugar en enero de 1919 entre conservadores y progresistas, Friedrich abandonó junto con la mayoría al primer ministro, que solamente consiguió mantener junto a sí a menos de una cuarta parte del partido.
Friedrich formó un partido opositor junto a otros antiguos miembros del gabinete, como el ministro de Educación, Márton Lovászy.
Tras la renuncia del Gobierno de coalición el 20 de marzo de 1919 causado por la intención de la Entente de reducir aún más el territorio controlado por Hungría, los socialdemócratas llamaron a los comunistas a un Gobierno de coalición que tomó el poder al día siguiente. La mayoría de los liberales más destacados abandonaron el país o se refugiaron en el campo. No así Lovászy ni Friedrich, que permanecieron en la capital. Tras el ataque rumano al nuevo Gobierno soviético, este cogió numerosos rehenes. El 19 de abril, las autoridades prendieron a Friedrich y lo condenaron a muerte por actividades contrarrevolucionarias. Gracias a un antiguo colega de gabinete logró la conmutación de la pena y al poco consiguió escapar con la ayuda de algunos de los trabajadores de su fábrica; se mantuvo escondido hasta la caída de Béla Kun.

## Al frente del Gobierno

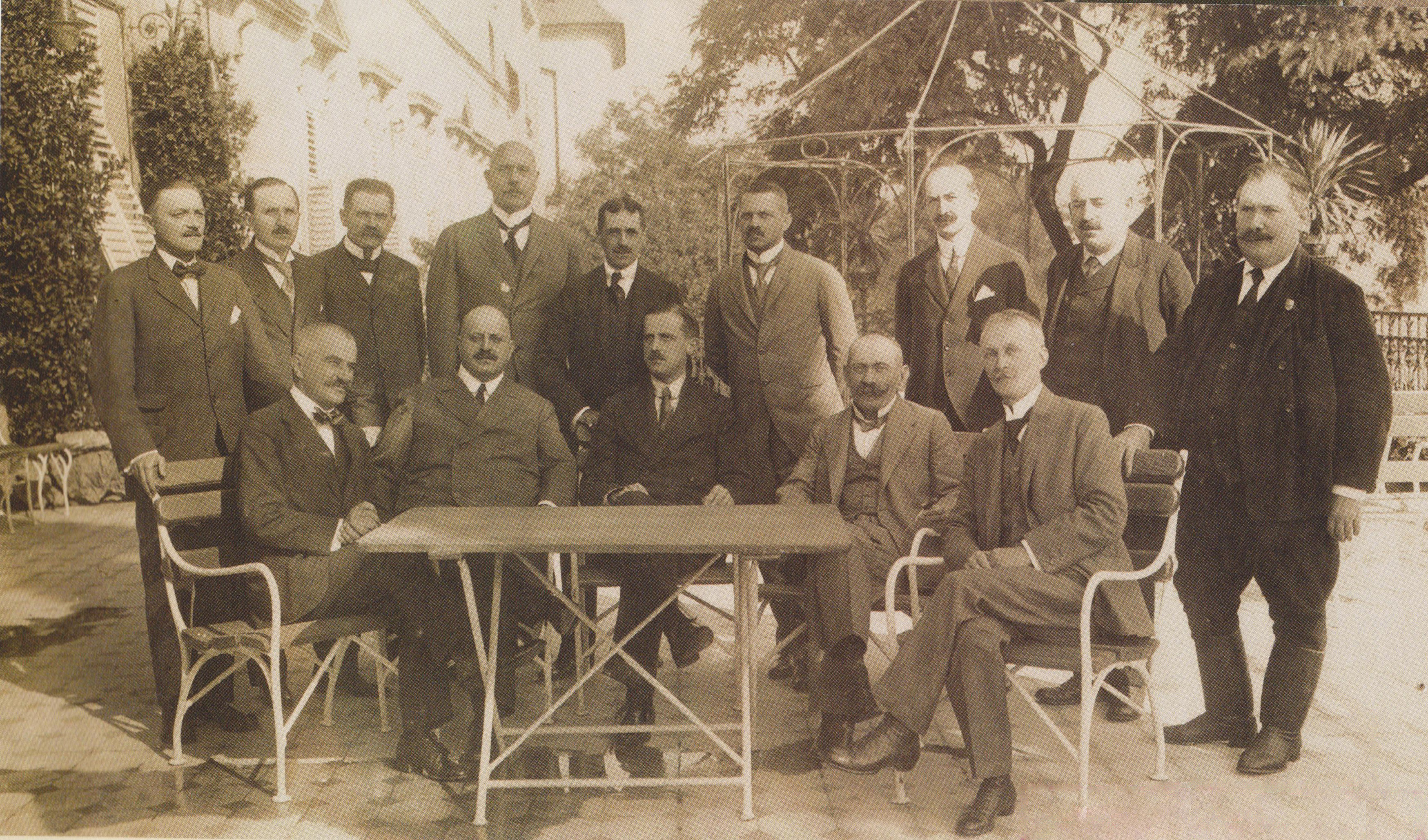
Friedrich y algunos de sus ministros en 1919.

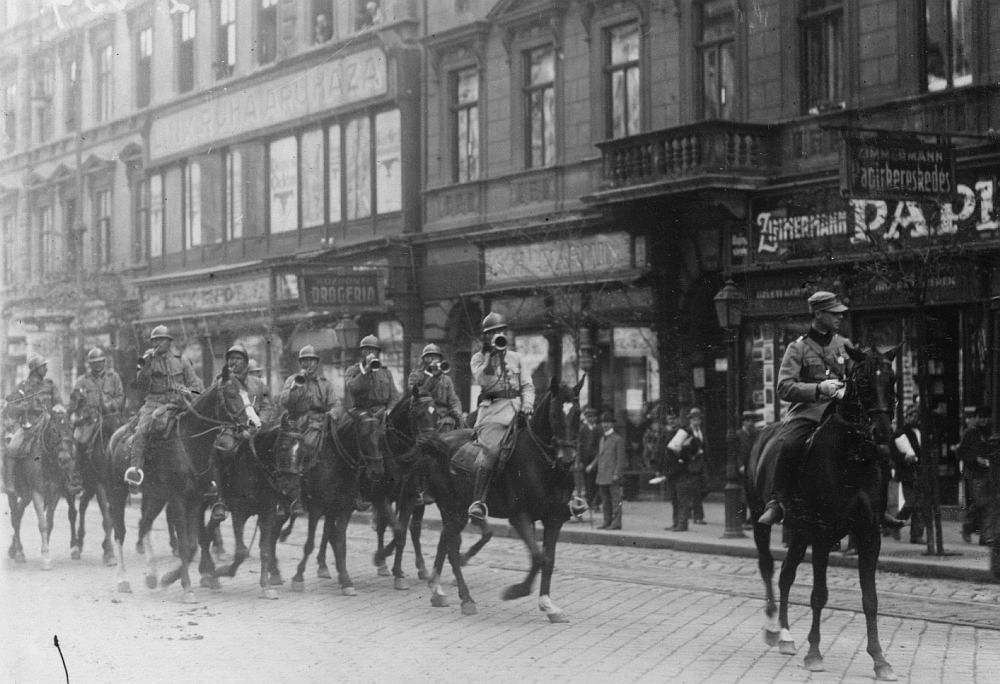
Tropas de ocupación rumanas en Budapest, 1919. Friedrich tomó el poder en la capital durante la época de ocupación rumana de la misma, gracias a la neutralidad de las autoridades militares rumanas y al apoyo tácito de británicos e italianos.

Tras intentar negociar con el nuevo primer ministro socialdemócrata moderado, Peidl, tratando de sustituir su Gobierno por otro de coalición donde los socialistas pasasen a un segundo plano y fracasar, intentó lograr el apoyo para su proyecto del representante de la Entente. Al fracasar en ambos empeños y plenamente consciente de las conjuras de los reaccionarios, decidió unirse a ellos para controlar la trama. La primera reunión de los conjurados tuvo lugar el 1 de agosto y en ella se decidió tomar el poder el día 5 ante la posibilidad de que el primer ministro lograse un acuerdo con la Entente que reforzase su poder o acordase formar un nuevo gabinete de coalición con los partidos de clase media. Los conspiradores comunicaron su plan al representante de la Entente en la capital, que lo rechazó, y al comandante de las tropas rumanas de ocupación, que lo aprobó con la condición de que no llevase al caos y los golpistas actuasen con prontitud.

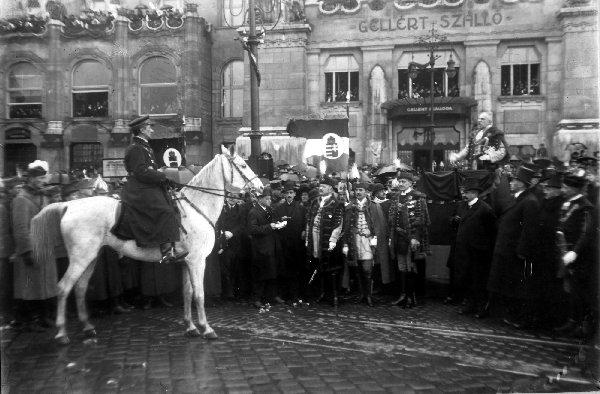
El antiguo almirante austrohúngaro Miklós Horthy fue el principal rival por el poder en Hungría. Dominador del Ejército, contaba con un respaldo político inferior al de Friedrich pero supo desplazarle progresivamente del gobierno y del poder.

El 4 de agosto, encabezó la delegación monárquica que convenció al archiduque José para viajar esa noche a Budapest para llevar a cabo al día siguiente un golpe de Estado que derribaría el Gobierno de Gyula Peidl controlado por los sindicalistas. Los conspiradores que acabaron apoyando a Friedrich no eran políticos, sino burgueses (funcionarios, profesores universitarios, dentistas...) con inclinaciones a la derecha radical (antisemitas, antidemocráticos y antimonárquicos). Su primer candidato a primer ministro fue, de hecho, un novelista de escaso éxito muy cercano al fallecido primer ministro István Tisza.
Con el control de la policía y de algunas unidades militares de la capital el día 6, esa misma tarde Friedrich y sus aliados arrestaron al ministro del Interior, enterándose de que el resto del gabinete se hallaba reunido en consejo en el Palacio Sándor, donde fueron detenidos por los golpistas. A la vez habían ocupado sin encontrar resistencia el ministerio de Defensa. Tras algunas protestas, el gabinete de Peidl aceptó dimitir bajo amenazas y con la promesa de los golpistas de que se formaría un Gobierno de coalición.
Tras el éxito del golpe, que contó con la neutralidad rumana y el apoyo tácito de británicos e italianos, fue nombrado primer ministro mientras el archiduque se convertía en regente (7 de agosto de 1919). Su gabinete estaba formado fundamentalmente por antiguos miembros del Gobierno del primer ministro Mihály Károlyi, pertenecientes sobre todo al ala más conservadora de su partido liberal (Partido de la Independencia), que se había escindido durante su gobierno. Se encontraba muy a la izquierda de los contrarrevolucionarios que habían tramado el golpe contra el Gobierno de Peidl e intentó llevar a cabo, finalmente sin éxito, el programa moderado que originalmente se había planteado a comienzos del Gobierno de Károlyi. Su Gobierno era aún más débil que el de Peidl y poco más que una colección de conspiradores, y de figuras desconocidas, sin miembros de la nobleza que pudiesen servir para atraer a la derecha contrarrevolucionaria. El gabinete no pudo contar con ayuda militar británica o italiana dada la práctica ausencia de tropas de estos países en la capital, ni con la ayuda rumana, cuyas unidades ocupaban la ciudad y los territorios orientales. El Gobierno de Bucarest se negó a reconocer al gabinete de Friedrich. El Gobierno de Szeged y los franceses, por su parte, trataron casi de inmediato de acabar con el Gobierno de Friedrich o, si esto resultaba imposible, alterar su composición. Los Estados vecinos, temerosos de una restauración de los Habsburgo, respaldaban la postura francesa y mostraban su oposición al nombramiento del archiduque José.
Tras la toma del poder, Friedrich trató de limitar el ajuste de cuentas con el régimen anterior a los criminales, sin mucho éxito. Pronto se desencadenaron ataques a los judíos, acusados por muchos reaccionarios de ser los responsables del Gobierno soviético y de sus crímenes. A pesar de esto, a mediados de agosto había logrado formar un amplio Gobierno de coalición al que no se unieron, sin embargo, los socialistas. Sin estos, la Entente se negó a reconocer al Gobierno. La Entente temía que el Gobierno, con un regente de la antigua familia imperial, restaurase la dinastía.
El 7 de agosto, abolió todas las instituciones soviéticas y restauró la propiedad privada en la industria, el comercio y la agricultura, siguiendo los decretos que abrogaban el legado soviético del anterior Gobierno de Peidl.
El 23 de agosto, el archiduque decidió renunciar a la regencia ante la oposición de las potencias; Friedrich perdió así uno de los pilares de su Gobierno y el puesto de jefe del Estado quedó sin cubrir.
Sus intentos de crear una fuerza militar leal a su Gobierno independiente del Ejército Nacional teóricamente subordinado al Gobierno de Szeged fracasaron por la oposición rumana. Las pocas unidades que logró reunir se pasaron al bando de Horthy en su mayoría cuando este entró en la ciudad tras evacuarla las formaciones rumanas.
Limitado en lo militar, Friedrich trató de apuntalar políticamente su Gobierno durante agosto y septiembre con sucesivas modificaciones del gabinete, primero hacia la izquierda y luego hacia la derecha, sin lograr con ello el reconocimiento de la Entente. Con cada cambio del Gobierno los refugiados y especialmente los contrarrevolucionarios de Viena fueron ganando poder. A pesar de fracasar en su objetivo de lograr el reconocimiento de las potencias, las alianzas dieron como resultado la formación de un nuevo y poderoso partido político, el Partido Nacional Cristiano de Unidad (KNEP). Este, creado en octubre, reunió a importantes políticos de los territorios noroccidentales de Hungría, a la Iglesia católica y a ciertos refugiados de Transilvania, como los agrupados alrededor de Esteban Bethlen y Pál Teleki. Parte de la alta burguesía capitalina también respaldó la nueva organización. Desaparecido el Gobierno de Szeged, que había reconocido al Gobierno de Friedrich, la principal debilidad de este era la militar, y la posibilidad, incierta al comienzo, de que Horthy no subordinase su Ejército Nacional a su Gobierno, como sucedió.
Friedrich trató de ganarse la lealtad nombrándole oficialmente comandante en jefe del Ejército húngaro, cargo que ya desempeñaba de hecho, pero no logró que se subordinase a su Gobierno, ni su traslado a la capital. Mientras, Horthy controlaba los territorios occidentales libres de la ocupación rumana a través de los oficiales de su ejército, dejando de lado a los funcionarios, leales al Gobierno de Friedrich.
A comienzos de noviembre, los rumanos se mostraron dispuestos a evacuar la capital y todo el territorio al oeste del Tisza, que pasaría a control de las fuerzas de Horthy, dada la falta de fuerzas significativas subordinadas directamente al Gobierno. Ante la posibilidad de una extensión del terror practicado por algunas unidades leales al almirante, tanto los Aliados como representantes cercanos al Gobierno trataron de convencerle de limitar la represión en la capital. Tras prometer someter al Ejército al control de un nuevo Gobierno de coalición, se desdijo y mantuvo el control sobre el mismo.
El gran número de detenidos bajo su mandato se intensificó tras la llegada de Horthy a la capital y los presos políticos llenaron las cárceles.
Permaneció en el cargo hasta el 23 de noviembre y en ese momento pasó a la cartera de Defensa hasta el 15 de marzo de 1920, cargo de escasa relevancia dado que las tropas sólo obedecían a Horthy. La presión de la izquierda socialista y de los reaccionarios comandados por Miklós Horthy, apoyados ambos por el representante de la Entente, logró la renuncia de Friedrich. El nuevo Gobierno del que formaba parte era un gabinete de coalición que incluía a socialistas, liberales y agrarios, pero que estaba controlado por el KNEP. Lo encabezó Károly Huszár, de escasa talla política y pocos seguidores, elegido por el rechazo de Horthy y sus partidarios a la candidatura de Apponyi. Los partidarios de Friedrich ocuparon ministerios teóricamente claves, como el de Defensa, Exteriores e Interior, pero el mantenimiento del control del Ejército por Horthy y su independencia frente al Gobierno frustró las posibilidades de que Friedrich mantuviese el poder político en el país.
La larga duración de su gobierno se debió en parte a la ocupación rumana, a la que sus rivales del Ejército Nacional no deseaban enfrentarse.

## Alejado del poder
En las elecciones de febrero de 1920, salió elegido por el KNEP pero casi inmediatamente formó un grupo propio con sus seguidores, uno de los varios que surgieron de los partidos que habían concurrido a los comicios. Fue diputado de un pequeño grupo democristiano de 1920 a 1939. Acusado en el juicio por el asesinato de Tisza, logró salir absuelto. Ese mismo año de 1921, en noviembre, se lo volvió a detener por participar en la fallida tentativa de restauración del emperador Carlos. Poco después quedó marginado de la política nacional.
El julio de 1951, lo arrestó el Gobierno comunista de Mátyás Rákosi y lo acusó falsamente de maquinar su derrocamiento. Fue condenado a quince años de prisión, pero falleció el 25 de noviembre de 1951. Se lo rehabilitó póstumamente en 1990.